# Advanced photoshop
Advanced Photoshop is een tijdschrift gewijd aan het bitmapbewerkingsprogramma Adobe Photoshop. Het is een uitgave van F&L Uitgevers.
Advanced Photoshop bestaat al enige tijd in Engeland. Sinds november 2007 is het blad in Nederland te krijgen.